# 捕杀韩复榘

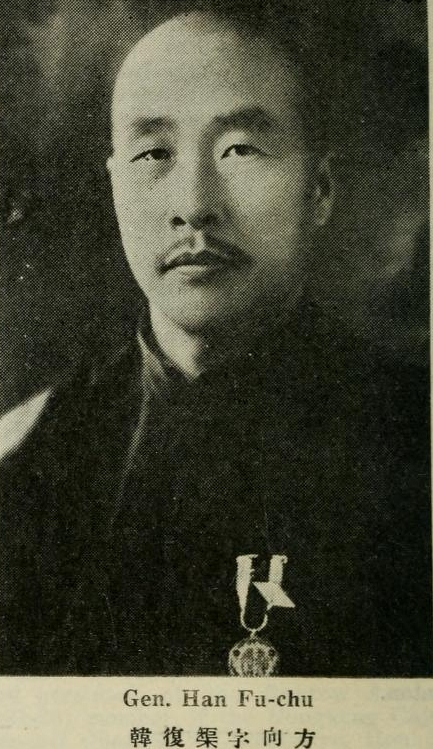
韩复榘

捕杀韩复榘，是指中国抗日战争初期国民革命军第五战区副司令兼第三集团军司令韩复榘因消极抵抗保存实力以致战局不利而被国军统帅部逮捕并枪决的事件，发生于1938年1月，此事件使得不少国军将领得到震慑，对之后中国国军抵抗日军进攻起到了一定的积极作用。

## 事件起因

### 韩复榘相关
韩复榘，河北霸县人，幼年曾读过私塾，且颇具才艺，不仅会吟诗弄文还爱好多种体育运动，如：骑马、游泳、足球和篮球等。后弃文从武在冯玉祥部任职，韩早年作战勇敢颇受冯玉祥赏识，至北伐战争时期，韩就任2第集团军第6军军长兼第3方面军总指挥。之后，由于性格不合等种种原因，韩、冯之间的矛盾逐渐显露，而北伐之后，国军即爆发内战，在中原大战期间，蒋中正对韩复榘赠予重金并许以高官，韩即倒戈相向投靠了蒋中正，并任职山东省主席7年。期间，对山东教育发展十分努力，然而韩大力扩充军队，不仅将原有的三个师扩充为五个师又一个旅，还编练了4路“民团”共计约6万人并自任总指挥，将山东发展成为自己的小王国，此举引起蒋中正的不满。1936年西安事变中，韩复榘通电全国号召各省自治，蒋韩矛盾愈发激化。中日战争全面爆发后，韩复榘力图保全自己的山东地盘，并和日本人秘密和谈，日本方面也推迟了向山东黄河以南地区进攻的时间，但终因双方要求相距甚远而未能达成共识。

### 山东战局的恶化
1937年12月，在中国抗日战争全面爆发后，日军由于受限于华东地区的淞沪和南京方面的战事，仅有不到一个半师团的兵力沿津浦铁路南下，向山东发起进攻。时任第五战区司令长官李宗仁令韩复榘负责山东防务，阻止日军渡过黄河。韩复榘亦曾一度击退日军进攻，然而，事后韩复榘下辖的一个炮兵旅被国军统帅部调离，韩的态度发生转变，认为蒋中正有意牺牲他的兵力，故转而消极抵抗以保存实力。1937年12月23日，日军渡过黄河进攻山东腹地，韩复榘即率军南撤，并仅留下1个师防守济南，26日日军攻占济南，蒋中正电令韩务必将主力分布于泰安到临沂一带，尽力迟滞日军，但韩并未依令行事，继续后撤避战，于1938年1月1日撤至济宁，后又一路南退曹县、单县、成武一带。韩甚至公然违抗国民政府军事委员会关于“在任何情况下，均不得擅自离开本战区”的明令，将物资转移至豫西第一战区防地。韩复榘畏敌如虎一路逃跑的做法使得日军可以在兵力极少的情况下轻易攻陷山东腹地，第五战区原本的作战计划被全盘打乱，徐州正面的津浦路战局迅速恶化。此外，韩无视军令军纪擅自逃跑对抗战全局及军心士气造成了严重负面影响，对此李宗仁和蒋中正均认为如此发展抗战的前景将十分危险，必须严惩韩复榘以震慑作战不力的指挥官。

## 捕杀过程

### 设计逮捕
蒋中正认为，处死韩复榘是必须的，但若莽撞行事可能会打草惊蛇，甚至逼得韩投靠日方，因此须诱骗韩至适当地域逮捕。蒋中正于1938年1月7日要求李宗仁在徐州召开第五战区作战指导会议，韩复榘十分机警，并未亲自参加会议。随后，蒋中正决定亲自在河南开封召开第一战区和第五战区团长以上军官军事会议，并亲自打电话给韩复榘要求与韩见面商讨事宜。韩接到通知后仍旧有所顾虑，担心此行对自己不利，但之后韩复榘先是听了蒋中正安排在其身边的特务人员的唆使，又听闻鲁、豫、苏、皖有可能划为两个战区，鲁豫战区有可能请自己出任司令官，便有了参加开封会议的想法，反复斟酌后，韩决定亲往参加此次会议。
1月9日，韩复榘带领副官和一个手枪营到了开封参加会议，进入会场时，警卫要求韩交出手枪等武器，韩见所有参加会议的高级军官均按要求交出武器便未有怀疑，交出佩枪后进去开会。到会的将领有数百人，韩复榘与参会将领一一握手，蒋中正事先已做了部署，韩的位子在李宗仁和宋哲元之间，之后蒋中正进入会场会议开始。蒋中正首先对战局做了纵览分析，表示了对战局的不满和担忧，不久，蒋便把话题转到韩复榘身上，说道：“如今的形势不容乐观，各位仍需努力。但是，我们之中却有一位高级将领，放弃黄河天堑，违抗军令，连续丢失数座城池，放日寇进入山东，影响极坏！”蒋中正责问道：“韩将军，我问你为何不放一枪让日本人占领济南、济宁？你说你为何逃跑？”韩复榘见状，当即反驳道：“首都南京，大都市上海都是谁丢的！？这些地方都丢了，小小济南算什么？谁为这些地方的丢失负责！？”蒋中正气愤地回答：“南京上海的责任我自会追究，现在我只问你！”韩复榘仍想争辩，此时刘峙劝阻到：向方（韩复榘的字）兄，委员长正在火头上，我和其他将领都被骂过了，你先随我出去休息下吧。随后刘峙便与韩复榘上了一辆汽车，韩上车后刘峙称自己仍需要开会便未上车，而韩则被车内的人逮住并向他出示了逮捕令。至此，韩复榘被成功逮捕。

### 押解枪决
韩复榘被逮捕后，立刻被押解至汉口，再渡江至武昌。1938年1月19日，韩复榘被扭送至军事法庭接受审判，庭审由何应钦担任审判长，庭审一直进行至24日，期间韩对“不遵命令，擅自撤退”以及其他控罪均不答复，直至24日晚7时，韩复榘被一个特务带到楼下，韩下楼发现院子里布满了全副武装的士兵，便称要求换鞋，并自行回头上楼，之后便被特务开枪射击，韩身体中弹5颗，头部2颗，共计中弹7颗身亡。1月25日，中央日报向全国发布处决韩复榘的消息，并宣布其10条罪状，中央通讯社则发表国民政府军事委员会高等法会判决书：“被告韩复榘，不尽其守土职责及抵抗能事，对于本会委员长先后电饬出师应援德州及进击沧州，牵制敌军之命令，均不遵奉；复因敌军渡河，擅先放弃济南，撤退泰安，委员长继令该被告坚守鲁南防地，又不奉命令，节节后退。迄鲁西济宁，后敌军跟踪侵入，陷军事上重大损失。……处死刑，褫夺公权终身。”

## 影响与后续
处死抗命弃城而逃的韩复榘对当时扭转国军消极的士气起到了积极的作用，之后包括中央军及其他地方部队均努力抗击日军被认为与此事有一定关系，处死韩2个月之后李宗仁即在第五战区以杂牌军为主力取得了大捷。同时，国军统帅部亦通令嘉奖了此前奋力作战牺牲的郝梦龄、佟麟阁等将领，并对其他41名旅级以上作战消极的军官予以了撤职查办及枪决，使得前线士气得到不小提振，震慑了其他将领，对坚持长期抗战起到了一定积极作用。但也有分析认为，处死韩复榘同时也是蒋中正剪除异己，消灭军阀的手段之一，在之后的武汉会战中，蒋的嫡系胡宗南亦违抗李宗仁坚守阵地的明令擅自撤退以致战局急剧恶化却未受到任何惩罚。